# Galactose
Les galactoses (C6H12O6) sont des oses (monosaccharides) qui comportent six atomes de carbone (figure 1) : ce sont donc des hexoses (sucres à six carbones).

## Mise en évidence
En 1856, Augustin-Pierre Dubrunfaut extrait de l'hydrolysat du sucre de lait un sucre non fermentescible, le galactose. Louis Pasteur effectue la même opération et décrit les constantes physiques du galactose cristallisé.

## Chimie

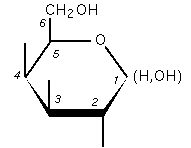
Figure 2 : D-galactopyranose, représentation d'Haworth.

Les galactoses sont des  épimères du glucose au 4e carbone.
Comme tous les hexoses, leur formule chimique est C6H12O6 et leur masse molaire vaut 180,16 g·mol-1.
Ce sont des sucres réducteurs de la famille des aldoses. La réduction du galactose donne le galactitol (dulcitol), un polyol.
Il a tendance à se cycliser sous une forme de pyranose : galactopyranose (figure 2).

### Tautomérie
Dans l'eau à 30 °C, la forme isomère prédominante du D-galactose est la forme β-D-galactopyranose (64 %).
| Isomères du D-galactose | Isomères du D-galactose   | Isomères du D-galactose   |
| Forme linéaire          | Projection de Haworth     | Projection de Haworth     |
| ----------------------- | ------------------------- | ------------------------- |
| < 0,1 %                 | α-D-galactofuranose 2,5 % | β-D-galactofuranose 3,5 % |
| < 0,1 %                 | α-D-galactopyranose 30 %  | β-D-galactopyranose 64 %  |

## Source
Le D-galactose est présent dans le lait sous forme de résidu dans le D-lactose, un β-galactoside, dont l'hydrolyse par la β-galactosidase (une lactase) donne du D-glucose et du D-galactose.
Le miel en contient environ 3 %.
Il est un des constituants de plusieurs oligosides comme le raffinose et le stachyose.
En combinaison avec le mannose il forme des polyosides du type galactomannane présent dans les gommes naturelles : gomme de guar, gomme tara et gomme de caroube. Les galactomannanes sont des fibres végétales présentes dans de nombreuses graines. Étant solubles et acaloriques, elles servent de réserve de sucre lors de la germination.
Le D-galactose existe aussi à l'état libre dans les fruits du lierre, quelques fruits et dans le bois du cyprès de Lawson. On le trouve aussi dans les cellules de l'épithélium intestinal. Associé aux lipides, il forme les galactolipides, des glycolipides qui jouent un rôle dans la reconnaissance moléculaire au niveau des membranes celullaires. C'est un sucre présent dans le cerveau sous forme de cérébrosides, glycolipides du cerveau. Le foie permet la transformation du D-galactose en D-glucose.

## Pouvoir sucrant
Le D-galactose a un pouvoir sucrant (PS) assez faible de 30, sa saveur sucrée étant trois fois inférieure à celle du saccharose (à poids égal), lequel est dit avoir un pouvoir sucrant de 100. Soit moins sucré que le maltose (PS = 50) mais plus que le D-lactose (PS = 16).

## Galactosémie
La galactosémie est une forme d'intolérance au lactose et se manifeste lorsque le corps ne dispose pas des enzymes GALT pour métaboliser la galactose au niveau du foie. L'accumulation de galactose non-métabolisée (galactose 1-phosphate) dans le corps peut mener à la formation de galactitol (fermentation), provoquant des cas de cataracte et d'autres dysfonctionnements des organes. La galactosémie est une rare maladie génétique. Seulement 40 cas ont été identifié, et uniquement en Suède.